# Limax strobeli
Limax strobeli is een slakkensoort uit de familie van de Limacidae. De wetenschappelijke naam van de soort is voor het eerst geldig gepubliceerd in 1876 door Pini.